# Nhân dân tệ
Nhân dân tệ (tiếng Trung: 人民币; bính âm: Rénmínbì; nghĩa đen 'Tiền của nhân dân' phát âm tiếng Trung Quốc: [ʐən˧˥min˧˥pi˥˩]; ký hiệu: ¥; ISO code: CNY; viết tắt: RMB), còn được gọi là Chinese yuan, là đơn vị tiền tệ chính thức của Cộng hòa Nhân dân Trung Hoa. Nhân dân tệ được phát hành bởi Ngân hàng Nhân dân Trung Quốc, ngân hàng trung ương của Trung Quốc. Đây là loại tiền tệ được giao dịch nhiều thứ năm trên thế giới tính đến tháng 4 năm 2022.
Yuan (tiếng Trung: 元; bính âm: Yuán; nghĩa đen 'nguyên') là đơn vị cơ bản của nhân dân tệ. Một yuan được chia thành 10 jiao (tiếng Trung: 角; bính âm: jiao; nghĩa đen 'giác'), jiao tiếp tục được chia thành 10 fen (tiếng Trung: 分; bính âm: fen; nghĩa đen 'phân'). Từ yuan được sử dụng rộng rãi để chỉ đồng tiền Trung Quốc nói chung, đặc biệt là trong bối cảnh quốc tế.

## Định giá
Cho đến năm 2005, giá trị của đồng Nhân dân tệ được neo theo đồng đô la Mỹ. Khi Trung Quốc theo đuổi quá trình chuyển đổi từ nền kinh tế kế hoạch hóa tập trung sang nền kinh tế thị trường và tăng cường tham gia vào thương mại nước ngoài, đồng nhân dân tệ đã bị phá giá để tăng sức cạnh tranh của ngành công nghiệp Trung Quốc. Trước đây, người ta đã tuyên bố rằng tỷ giá hối đoái chính thức của đồng nhân dân tệ bị định giá thấp tới 37,5% so với sức mua tương đương. Tuy nhiên, gần đây hơn, các hành động định giá cao của chính phủ Trung Quốc, cũng như các biện pháp nới lỏng định lượng do Cục Dự trữ Liên bang Mỹ và các ngân hàng trung ương lớn khác thực hiện, đã khiến đồng nhân dân tệ chỉ còn cách giá trị cân bằng 8% vào nửa cuối năm 2012. Kể từ năm 2006, tỷ giá hối đoái của đồng nhân dân tệ đã được phép dao động trong biên độ hẹp xung quanh tỷ giá cơ sở cố định được xác định theo tham chiếu đến một rổ tiền tệ thế giới. Chính phủ Trung Quốc đã tuyên bố rằng họ sẽ dần tăng tính linh hoạt của tỷ giá hối đoái. Nhờ vào quá trình quốc tế hóa nhanh chóng của đồng nhân dân tệ, nó đã trở thành đồng tiền được giao dịch nhiều thứ 8 trên thế giới vào năm 2013, thư 5 vào 2015, nhưng là thứ 6 vào năm 2019.

Vào ngày 1 tháng 10 năm 2016, đồng nhân dân tệ đã trở thành đồng tiền thị trường mới nổi đầu tiên được đưa vào rổ quyền rút vốn đặc biệt của IMF, rổ tiền tệ được IMF sử dụng làm tiền tệ dự trữ. Tỷ trọng ban đầu của nó trong rổ là 10,9%.(tr259)

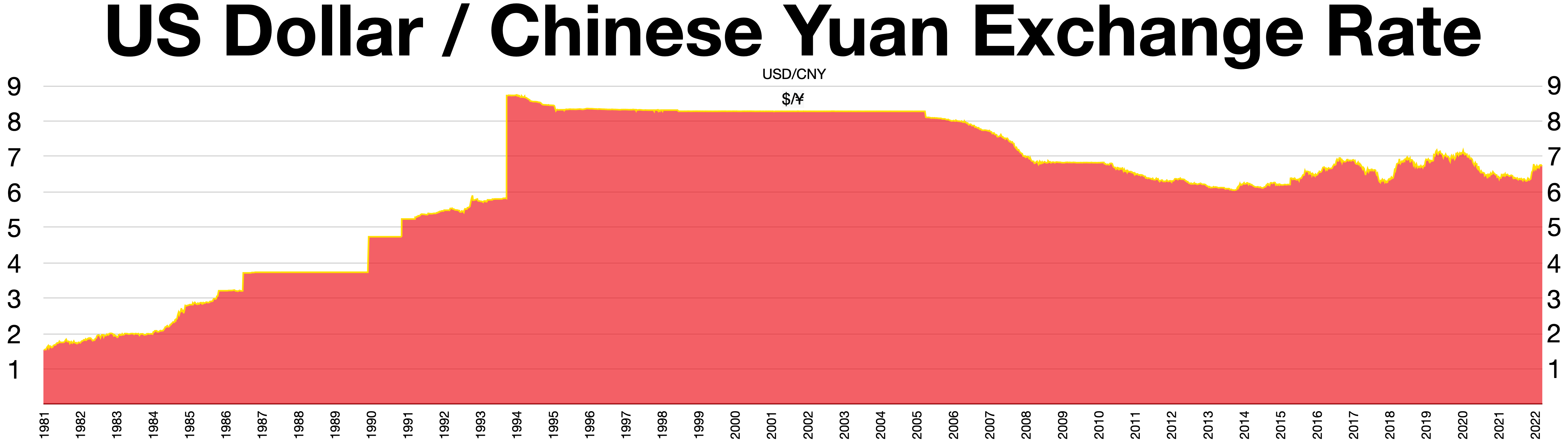
Tỷ giá hối đoái USD/CNY 1981–2022

## Tên gọi
|                                | Hán tự   | pinyin   | Tiếng Anh      | Hán Việt         |
| ------------------------------ | -------- | -------- | -------------- | ---------------- |
| Tên tiền tệ chính thức         | 人民币   | rénmínbì | renminbi       | "Nhân dân tệ"    |
| Tên chính thức cho 1 đơn vị    | 元 or 圆 | yuán     | yuan           | "nguyên", "viên" |
| Tên chính thức cho 1⁄10 đơn vị | 角       | jiǎo     | jiao           | "giác"           |
| Tên chính thức cho 1⁄100 unit  | 分       | fēn      | fen            | "phân", "cent"   |
| Tên thông tục của 1 đơn vị     | 块       | kuài     | kuai hoặc quay | "piece"          |
| Tên thông tục của 1⁄10 đơn vị  | 毛       | máo      | mao            | "feather"        |

Mã ISO cho đồng nhân dân tệ là CNY, mã quốc gia của Cộng hòa Nhân dân Trung Hoa (CN) cộng với "Y" từ "yuan". Thị trường Hồng Kông giao dịch đồng nhân dân tệ theo tỷ giá thả nổi tự do sử dụng mã không chính thức CNH. Điều này nhằm phân biệt tỷ giá với tỷ giá do các ngân hàng trung ương Trung Quốc tại đại lục ấn định. Từ viết tắt RMB không phải là mã ISO nhưng đôi khi được các ngân hàng và tổ chức tài chính sử dụng như một mã.
Nhân dân tệ là tên của loại tiền tệ trong khi yuan là tên của đơn vị chính của nhân dân tệ. Điều này tương tự như sự phân biệt giữa "sterling" và "pound" khi thảo luận về loại tiền tệ chính thức của Vương quốc Anh. Jiao và fen cũng là các đơn vị của nhân dân tệ.
Trong tiếng Quan Thoại hàng ngày, kuai (tiếng Trung: 块; bính âm: kuài; nghĩa đen 'piece') thường được sử dụng khi thảo luận về tiền tệ và "renminbi" hoặc "yuan" hiếm khi được nghe thấy. Tương tự như vậy, người nói tiếng Quan Thoại thường sử dụng mao (tiếng Trung: 毛; bính âm: máo) thay vì jiao. Ví dụ: ¥8,74 có thể được đọc là 八块七毛四 (bính âm: bā kuài qī máo sì) trong hội thoại hàng ngày, nhưng lại đọc là 八元七角四分 (bính âm: bā yuán qī jiǎo sì fēn) một cách trang trọng.
Nhân dân tệ đôi khi được gọi là "đồng bạc đỏ", một cách chơi chữ của "đồng bạc xanh", một thuật ngữ lóng của đồng đô la Mỹ.

## Lịch sử

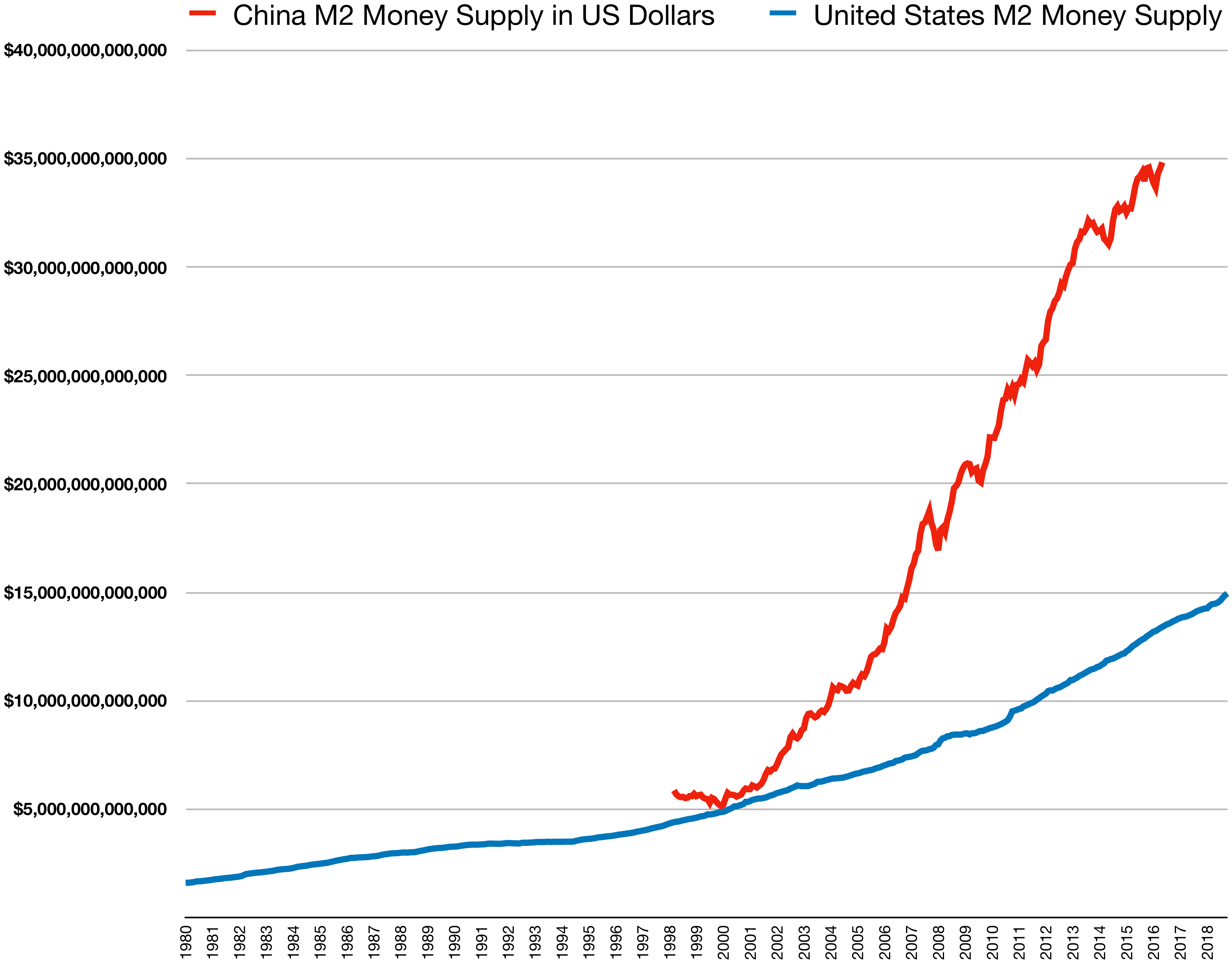
Nguồn cung tiền M2 của Trung Quốc (màu đỏ) so với nguồn cung tiền M2 của Hoa Kỳ (màu xanh)

Nhiều loại tiền tệ khác nhau được gọi là yuan hoặc đô la được phát hành ở Trung Quốc đại lục cũng như Đài Loan, Hồng Kông, Ma Cao và Singapore đều có nguồn gốc từ đồng đô la Tây Ban Nha, mà Trung Quốc đã nhập khẩu với số lượng lớn từ Châu Mỹ thuộc Tây Ban Nha từ thế kỷ 16 đến thế kỷ 20. Đồng đô la bạc hoặc yuan đầu tiên được đúc tại địa phương được chấp nhận trên khắp Trung Quốc thời nhà Thanh (1644–1912) là đồng đô la rồng bạc được giới thiệu vào năm 1889. Nhiều loại tiền giấy có mệnh giá bằng đô la hoặc yuan cũng được giới thiệu, có thể chuyển đổi thành đô la bạc cho đến năm 1935 khi bản vị bạc bị ngừng sử dụng và yuan Trung Quốc được đổi thành fabi (法币; tiền tệ pháp định hợp pháp).
Đồng Nhân dân tệ được Ngân hàng Nhân dân Trung Quốc giới thiệu vào tháng 12 năm 1948, khoảng một năm trước khi thành lập Cộng hòa Nhân dân Trung Hoa. Lúc đầu, nó chỉ được phát hành dưới dạng giấy và thay thế các loại tiền tệ khác nhau đang lưu hành trong các khu vực do Đảng Cộng sản kiểm soát. Một trong những nhiệm vụ đầu tiên của chính phủ mới là chấm dứt tình trạng siêu lạm phát đã hoành hành ở Trung Quốc trong những năm cuối của thời kỳ Kuomintang (KMT). Để đạt được điều đó, một cuộc tái định giá đã diễn ra vào năm 1955 với tỷ giá 1 yuan mới = 10.000 yuan cũ.
Khi Đảng Cộng sản Trung Quốc nắm quyền kiểm soát các vùng lãnh thổ ngày càng rộng lớn hơn vào giai đoạn sau của Nội chiến Trung Quốc, Ngân hàng Nhân dân Trung Hoa bắt đầu phát hành một loại tiền tệ thống nhất vào năm 1948 để sử dụng tại các vùng lãnh thổ do Đảng Cộng sản kiểm soát. Cũng được tính bằng yuan, loại tiền tệ này được gọi bằng nhiều tên khác nhau, bao gồm "Tiền giấy của Ngân hàng Nhân dân Trung Hoa" (giản thể: 中国人民银行钞票; phồn thể: 中國人民銀行鈔票; từ tháng 11 năm 1948), "Tiền mới" (giản thể: 新币; phồn thể: 新幣; từ tháng 12 năm 1948), "Tiền giấy của Ngân hàng Nhân dân Trung Hoa" (giản thể: 中国人民银行券; phồn thể: 中國人民銀行券; từ tháng 1 năm 1949), "People's Notes" (人民券, as an abbreviation of the last name), và cuối cùng là "nhân dân tệ" hay "renminbi", từ tháng 6 năm 1949.

### Thời kỳ kinh tế tập trung
Từ năm 1949 đến cuối những năm 1970, nhà nước đã cố định tỷ giá hối đoái của Trung Quốc ở mức định giá quá cao như một phần của chiến lược thay thế nhập khẩu của đất nước. Trong khung thời gian này, trọng tâm của Ủy ban Kế hoạch Nhà nước là đẩy nhanh phát triển công nghiệp và giảm sự phụ thuộc của Trung Quốc vào hàng hóa sản xuất nhập khẩu. Việc định giá quá cao cho phép chính phủ cung cấp máy móc và thiết bị nhập khẩu cho các ngành công nghiệp ưu tiên với chi phí bằng nội tệ thấp hơn so với khả năng có thể.

### Chuyển sang tỷ giá hối đoái cân bằng
Quá trình chuyển đổi của Trung Quốc vào giữa những năm 1990 sang hệ thống mà giá trị đồng tiền được xác định bởi cung và cầu trên thị trường ngoại hối là một quá trình dần dần kéo dài 15 năm, bao gồm những thay đổi về tỷ giá hối đoái chính thức, việc sử dụng hệ thống tỷ giá hối đoái kép và việc giới thiệu và mở rộng dần dần các thị trường ngoại hối.
Động thái quan trọng nhất hướng tới tỷ giá hối đoái theo định hướng thị trường là nới lỏng kiểm soát đối với thương mại và các giao dịch tài khoản vãng lai khác, như đã diễn ra trong một số bước rất sớm. Năm 1979, Hội đồng Nhà nước đã phê duyệt một hệ thống cho phép các nhà xuất khẩu và chủ sở hữu chính quyền tỉnh và địa phương của họ giữ lại một phần thu nhập ngoại hối của họ, được gọi là hạn ngạch ngoại hối. Đồng thời, chính phủ đưa ra các biện pháp cho phép giữ lại một phần thu nhập ngoại hối từ các nguồn phi thương mại, chẳng hạn như kiều hối, phí cảng do tàu nước ngoài trả và du lịch.
Ngay từ tháng 10 năm 1980, các công ty xuất khẩu giữ ngoại tệ vượt quá nhu cầu nhập khẩu của mình được phép bán phần dư thừa thông qua Cục Quản lý Ngoại hối Nhà nước - cơ quan nhà nước chịu trách nhiệm quản lý kiểm soát ngoại hối và dự trữ ngoại hối của Trung Quốc. Bắt đầu từ giữa những năm 1980, chính phủ đã phê duyệt các thị trường ngoại hối, được gọi là các trung tâm hoán đổi, cuối cùng là ở hầu hết các thành phố lớn.
Chính phủ cũng dần dần cho phép các lực lượng thị trường nắm quyền chi phối bằng cách đưa ra "tỷ giá thanh toán nội bộ" là 2,8 Yên đổi 1 đô la Mỹ, tức là phá giá gần 100%.

### Chứng chỉ ngoại hối, 1980–1994
Trong quá trình mở cửa Trung Quốc cho thương mại và du lịch bên ngoài, các giao dịch với du khách nước ngoài từ năm 1980 đến năm 1994 chủ yếu được thực hiện bằng Chứng chỉ ngoại hối (外汇券, waihuiquan)  do Ngân hàng Trung Quốc phát hành. Các loại tiền tệ nước ngoài có thể đổi lấy FEC và ngược lại theo tỷ giá chính thức hiện hành của nhân dân tệ, dao động từ 1 đô la Mỹ = 2,8 FEC đến 5,5 FEC. FEC được phát hành dưới dạng tiền giấy có mệnh giá từ 0,1 ... Tuy nhiên, do không có ngoại tệ và hàng hóa của Friendship Stores.  cho công chúng nói chung, cũng như khách du lịch không thể sử dụng FEC tại các doanh nghiệp địa phương, một thị trường chợ đen bất hợp pháp đã phát triển cho FEC, nơi những kẻ chào hàng tiếp cận khách du lịch bên ngoài khách sạn và chào bán hơn 1,50 Nhân dân tệ để đổi lấy 1 FEC. Năm 1994, do kết quả của các cải cách quản lý ngoại hối được Ủy ban Trung ương Đảng Cộng sản Trung Quốc khóa 14 phê duyệt, đồng nhân dân tệ đã chính thức bị phá giá từ 1 đô la Mỹ = 5,5 yuan xuống còn hơn 8 yuan và FEC đã được trả lại ở mức 1 FEC = 1 yuan để khách du lịch có thể sử dụng trực tiếp đồng nhân dân tệ.

### Sự phát triển của chính sách hối đoái kể từ năm 1994
Vào tháng 11 năm 1993, Hội nghị toàn thể lần thứ ba của Ban Chấp hành Trung ương Đảng Cộng sản Trung Quốc khóa 14 đã phê duyệt một chiến lược cải cách toàn diện trong đó các cải cách quản lý ngoại hối được nhấn mạnh là yếu tố then chốt cho nền kinh tế định hướng thị trường. Chế độ tỷ giá hối đoái thả nổi và khả năng chuyển đổi đối với đồng nhân dân tệ được coi là mục tiêu cuối cùng của cuộc cải cách. Khả năng chuyển đổi có điều kiện theo tài khoản vãng lai đã đạt được bằng cách cho phép các công ty từ bỏ thu nhập ngoại hối của họ từ các giao dịch tài khoản vãng lai và mua ngoại tệ khi cần thiết. Các hạn chế đối với Đầu tư trực tiếp nước ngoài (FDI) cũng được nới lỏng và dòng vốn chảy vào Trung Quốc tăng vọt.

### Khả năng chuyển đổi
Trong thời kỳ kinh tế chỉ huy, giá trị của đồng nhân dân tệ được thiết lập ở mức không thực tế khi trao đổi với tiền tệ phương Tây và các quy tắc trao đổi tiền tệ nghiêm ngặt đã được đưa ra, do đó hệ thống tiền tệ theo hai hướng từ năm 1980 đến năm 1994 với đồng nhân dân tệ chỉ có thể sử dụng trong nước và với Chứng chỉ ngoại hối (FEC) được du khách nước ngoài sử dụng.
Vào cuối những năm 1980 và đầu những năm 1990, Trung Quốc đã nỗ lực để làm cho đồng nhân dân tệ có thể chuyển đổi nhiều hơn. Thông qua việc sử dụng các trung tâm hoán đổi, tỷ giá hối đoái cuối cùng đã được đưa lên mức thực tế hơn là trên 8 yuan/1 đô la Mỹ vào năm 1994 và FEC đã bị ngừng sử dụng. Tỷ giá vẫn duy trì ở mức trên 8 yuan/1 đô la cho đến năm 2005 khi tỷ giá cố định của đồng nhân dân tệ với đô la được nới lỏng và được phép tăng giá.
Tính đến năm 2013, đồng nhân dân tệ có thể chuyển đổi được trong các tài khoản vãng lai nhưng không phải trong các tài khoản vốn. Mục tiêu cuối cùng là làm cho đồng nhân dân tệ có thể chuyển đổi hoàn toàn. Tuy nhiên, một phần là để ứng phó với cuộc khủng hoảng tài chính châu Á năm 1998, Trung Quốc lo ngại rằng hệ thống tài chính của Trung Quốc sẽ không thể xử lý được các chuyển động nhanh chóng xuyên biên giới tiềm tàng của tiền nóng, và kết quả là, tính đến năm 2012, đồng tiền này được giao dịch trong một biên độ hẹp do chính quyền trung ương Trung Quốc chỉ định.
Sau khi đồng nhân dân tệ được quốc tế hóa, vào ngày 30 tháng 11 năm 2015, IMF đã bỏ phiếu chỉ định đồng nhân dân tệ là một trong một số loại tiền tệ chính trên thế giới, do đó đưa đồng tiền này vào rổ quyền rút vốn đặc biệt. Đồng nhân dân tệ đã trở thành loại tiền tệ thị trường mới nổi đầu tiên được đưa vào rổ SDR của IMF vào ngày 1 tháng 10 năm 2016. Các loại tiền tệ chính khác trên thế giới là đô la, euro, bảng Anh và yên.

### Nhân dân tệ điện tử
Vào tháng 10 năm 2019, Ngân hàng trung ương Trung Quốc, PBOC, đã thông báo rằng một đồng nhân dân tệ kỹ thuật số sẽ được phát hành sau nhiều năm chuẩn bị. Phiên bản tiền tệ này, còn được gọi là DCEP (Digital Currency Electronic Payment), có thể được "tách rời" khỏi hệ thống ngân hàng để du khách có thể trải nghiệm xã hội không tiền mặt đang phát triển mạnh mẽ của quốc gia này. Thông báo này đã nhận được nhiều phản hồi khác nhau: một số người cho rằng thông báo này liên quan nhiều hơn đến kiểm soát và giám sát trong nước. SMột số người cho rằng rào cản thực sự đối với việc quốc tế hóa đồng nhân dân tệ là các biện pháp kiểm soát vốn của Trung Quốc, mà nước này không có kế hoạch xóa bỏ. Maximilian Kärnfelt, một chuyên gia tại Mercator Institute for China Studies, cho biết một đồng nhân dân tệ kỹ thuật số "sẽ không giải quyết được nhiều vấn đề đang kìm hãm đồng nhân dân tệ không được sử dụng rộng rãi trên toàn cầu". Ông tiếp tục nói, "Phần lớn thị trường tài chính của Trung Quốc vẫn chưa mở cửa cho người nước ngoài và quyền sở hữu vẫn còn mong manh."
PBOC đã nộp hơn 80 bằng sáng chế liên quan đến việc tích hợp hệ thống tiền kỹ thuật số, lựa chọn áp dụng công nghệ blockchain. Các bằng sáng chế này cho thấy phạm vi các kế hoạch tiền kỹ thuật số của Trung Quốc. Các bằng sáng chế, được Financial Times xem xét và xác minh, bao gồm các đề xuất liên quan đến việc phát hành và cung cấp tiền kỹ thuật số của ngân hàng trung ương, một hệ thống thanh toán liên ngân hàng sử dụng tiền tệ và tích hợp ví tiền kỹ thuật số vào các tài khoản ngân hàng bán lẻ hiện có. Một số trong số 84 bằng sáng chế được Financial Times xem xét chỉ ra rằng Trung Quốc có thể có kế hoạch điều chỉnh thuật toán nguồn cung tiền kỹ thuật số của ngân hàng trung ương dựa trên một số yếu tố kích hoạt nhất định, chẳng hạn như lãi suất cho vay. Các bằng sáng chế khác tập trung vào việc xây dựng thẻ chip tiền kỹ thuật số hoặc ví tiền kỹ thuật số mà người tiêu dùng ngân hàng có thể sử dụng, được liên kết trực tiếp với tài khoản ngân hàng của họ. Các hồ sơ nộp bằng sáng chế cũng chỉ ra rằng 'tokenomics' được đề xuất đang được nhóm làm việc DCEP xem xét. Một số bằng sáng chế cho thấy kế hoạch hướng tới các cơ chế kiểm soát lạm phát được lập trình. Trong khi phần lớn các bằng sáng chế được cấp cho Viện nghiên cứu tiền kỹ thuật số của PBOC, một số được cấp cho các tập đoàn nhà nước hoặc công ty con của chính quyền trung ương Trung Quốc.
Được Phòng Thương mại Kỹ thuật số (một nhóm vận động phi lợi nhuận của Mỹ) tiết lộ, nội dung của chúng đã làm sáng tỏ những nỗ lực ngày càng gia tăng của Bắc Kinh nhằm số hóa đồng nhân dân tệ, điều này đã gây ra báo động ở phương Tây và thúc đẩy các ngân hàng trung ương trên toàn thế giới bắt đầu khám phá các dự án tương tự. Một số nhà bình luận cho rằng Hoa Kỳ, quốc gia hiện không có kế hoạch phát hành một loại tiền kỹ thuật số do chính phủ hậu thuẫn, có nguy cơ tụt hậu so với Trung Quốc và có nguy cơ mất vị thế thống trị trong hệ thống tài chính toàn cầu. Victor Shih, một chuyên gia về Trung Quốc và là giáo sư tại Đại học California San Diego, cho biết việc chỉ giới thiệu một loại tiền kỹ thuật số "không giải quyết được vấn đề mà một số người nắm giữ đồng nhân dân tệ ở nước ngoài sẽ muốn bán đồng nhân dân tệ đó và đổi lấy đô la", vì đồng đô la được coi là một tài sản an toàn hơn. Eswar Prasad, giáo sư kinh tế tại Đại học Cornell, cho biết đồng nhân dân tệ kỹ thuật số "sẽ khó có thể làm giảm vị thế của đồng đô la là đồng tiền dự trữ toàn cầu thống trị" do "sự thống trị kinh tế, thị trường vốn sâu rộng và thanh khoản, và khuôn khổ thể chế vẫn vững mạnh" của Mỹ. Tỷ trọng của đồng đô la Mỹ là đồng tiền dự trữ là trên 60%, trong khi tỷ lệ của đồng nhân dân tệ là khoảng 2%.
Vào tháng 4 năm 2020, The Guardian đưa tin rằng tiền kỹ thuật số e-RMB đã được áp dụng vào hệ thống tiền tệ của nhiều thành phố và "một số nhân viên chính phủ và công chức [sẽ] nhận lương bằng tiền kỹ thuật số từ tháng 5. The Guardian trích dẫn một báo cáo của China Daily nêu rõ "Một loại tiền kỹ thuật số có chủ quyền cung cấp một giải pháp thay thế chức năng cho hệ thống thanh toán bằng đô la và làm giảm tác động của bất kỳ lệnh trừng phạt hoặc đe dọa loại trừ nào ở cả cấp độ quốc gia và công ty. Nó cũng có thể tạo điều kiện thuận lợi cho việc hội nhập vào các thị trường tiền tệ được giao dịch toàn cầu với rủi ro gián đoạn do chính trị gây ra thấp hơn." Đã có những cuộc thảo luận về việc thử nghiệm đồng nhân dân tệ kỹ thuật số tại Thế vận hội mùa đông Bắc Kinh năm 2022, nhưng thời gian biểu chung của Trung Quốc để triển khai loại tiền kỹ thuật số này vẫn chưa rõ ràng.

### Lãi suất và trái phiếu xanh
Vào tháng 5 năm 2023, hoán đổi lãi suất RMB đã được triển khai. Vào tháng 6 năm 2023, theo Chương trình Trái phiếu Xanh Chính phủ, Chính phủ Đặc khu hành chính Hồng Kông thuộc Cộng hòa Nhân dân Trung Hoa (HKSAR) đã công bố chào bán trái phiếu xanh, trị giá khoảng 6 tỷ đô la Mỹ được tính bằng USD, EUR và RMB.

## Giỏ các đồng tiền dự trữ
Ngày 30 tháng 11 năm 2015, Quỹ Tiền tệ Quốc tế (IMF) chính thức thêm đồng Nhân dân tệ vào giỏ các đồng tiền dự trữ, bên cạnh đồng USD, Euro, Bảng Anh và Yên. Đây là lần đầu tiên kể từ năm 1999, giỏ các đồng tiền dự trữ của IMF có thay đổi. Năm 1999, IMF đã quyết định đưa đồng Euro vào giỏ thay cho đồng Mark Đức, đồng Franc Pháp và một số đồng tiền cũ của các nước hiện nay đã sử dụng đồng Euro.
Trong tương lai (từ tháng 10 năm 2016), lúc nhân dân tệ trở thành một trong 5 đồng tiền dự trữ quốc tế, khi các nước gặp khó khăn phải vay tiền IMF, số tiền vay này phải theo trọng số hơn 10%, tức một phần khoản vay phải bằng nhân dân tệ. Có nghĩa là, nguồn cầu về nhân dân tệ sẽ tăng lên, và lãi suất cho vay cũng sẽ phụ thuộc một phần lãi suất của nhân dân tệ.
Một đồng tiền dự trữ quốc tế đảm nhận nhiều chức năng khác nhau như tài trợ thương mại, thanh toán các giao dịch, mua bán ngoại hối, thước đo giá trị...Đồng thời còn là một thành phần trong dự trữ ngoại hối của một quốc gia.

## Vị trí trên thị trường tiền tệ
Năm 2013, đồng NDT đã vượt qua đồng Euro để trở thành đồng tiền quan trọng thứ hai trong tài trợ thương mại, chiếm 9% thị trường toàn cầu. Tuy vậy, đồng đô la Mỹ vẫn chiếm vị thế thống trị với 81%. Còn với tư cách một đồng tiền thanh toán được sử dụng rộng rãi hơn, năm 2014, NDT xếp vị trí thứ 5 sau đô la Mỹ, Euro, Bảng Anh và Yên Nhật. Đồng CNY khi đó chỉ chiếm 2,2% thị trường toàn cầu trong khi đô la Mỹ chiếm 44%. Tuy nhiên, tỷ trọng này hiện đang tăng lên nhanh chóng. Tương tự, trong mua bán ngoại hối toàn cầu, do những chính sách kiểm soát ngoại hối của Trung Quốc, tỷ trọng của đồng CNY cũng chỉ chiếm 1% so với 44% của Đô la Mỹ. Tuy vậy, tỷ trọng này đang tăng lên với tốc độ ngoạn mục và hoàn toàn có thể tăng trưởng bùng nổ nếu Trung Quốc nới lỏng những chính sách kiểm soát này.
Năm 2016, trong một phát biểu của Christine Lagarde, bà đã công bố: Đồng Nhân dân tệ của Trung Quốc sẽ chính thức cùng đồng USD, đồng Euro, đồng Yên Nhật, Bảng Anh góp mặt trong giỏ Quyền rút vốn đặc biệt từ ngày 1 tháng 10 năm 2016.

### Việt Nam
Ngày 28/8/2018, Thống đốc Ngân hàng Nhà nước ký ban hành, chính thức cho phép sử dụng đồng nhân dân tệ trong việc mua bán hàng hóa tại 7 tỉnh dọc biên giới phía Bắc giáp Trung Quốc.
Như vậy, đồng tiền thanh toán trong hoạt động mua bán, trao đổi hàng hóa, dịch vụ qua biên giới Việt Nam - Trung Quốc của thương nhân là ngoại tệ tự do chuyển đổi, VND hoặc CNY (hay còn gọi là đồng nhân dân tệ).
Việc thanh toán hoạt động mua bán, trao đổi hàng hóa, dịch vụ qua biên giới Việt Nam và Trung Quốc được thực hiện bằng những phương thức nào?.

#### Phương thức thanh toán
1. Thanh toán qua ngân hàng, bao gồm:
a) Thanh toán bằng ngoại tệ tự do chuyển đổi qua ngân hàng được phép theo quy định hiện hành về quản lý ngoại hối;
b) Thanh toán bằng CNY qua chi nhánh ngân hàng biên giới;
c) Thanh toán bằng VND qua chi nhánh ngân hàng biên giới.
2. Thanh toán bằng VND tiền mặt hoặc CNY tiền mặt.
3. Thanh toán phần chênh lệch trong giao dịch bù trừ hàng hóa, dịch vụ xuất khẩu với hàng hóa, dịch vụ nhập khẩu (phần chênh lệch thanh toán qua ngân hàng theo quy định tại Khoản 1 Điều này).